# Championnat d'Équateur de football 1989
Navigation
Saison précédente Saison suivante
La saison 1989 du Championnat d'Équateur de football est la trente-et-unième édition du championnat de première division en Équateur.
Douze équipes prennent part à la Série A, la première division. Le championnat se déroule en trois phases. La première voit les équipes regroupées au sein d'une poule unique où elles s'affrontent deux fois, à domicile et à l'extérieur. Les quatre premiers se qualifient pour la Liguilla, le dernier est relégué en Série B. La seconde phase se déroule avec les douze équipes, réparties en deux poules, dont chaque vainqueur obtient son billet pour la Liguilla. La troisième et dernière phase comporte la Liguilla et la poule de relégation.
C'est le Barcelona Sporting Club qui remporte la compétition après avoir devancé d'un... demi-point le tenant du titre, Club Sport Emelec. C'est le 10e titre de champion d'Équateur de l'histoire du club.

## Les clubs participants
| - LDU Portoviejo - Club Social y Deportivo Macara - Barcelona Sporting Club - Deportivo Quito - Club Sport Emelec - Club Deportivo El Nacional | - Club Deportivo Técnico Universitario - Audaz Octubrino - LDU Quito - Club Deportivo Filanbanco - Deportivo Cuenca - Sociedad Deportiva Aucas |

## Compétition

### Première phase
| Rang | Équipe                               | Pts | J  | G  | N  | P  | Bp | Bc | Diff |
| ---- | ------------------------------------ | --- | -- | -- | -- | -- | -- | -- | ---- |
| 1    | Club Deportivo El Nacional           | 30  | 22 | 14 | 2  | 6  | 40 | 25 | +15  |
| 2    | Barcelona Sporting Club              | 28  | 22 | 9  | 10 | 3  | 30 | 16 | +14  |
| 3    | Club Sport Emelec T                  | 26  | 22 | 9  | 8  | 5  | 27 | 22 | +5   |
| 4    | Deportivo Quito                      | 25  | 22 | 10 | 5  | 7  | 26 | 16 | +10  |
| 5    | Club Social y Deportivo Macara       | 24  | 22 | 8  | 8  | 6  | 24 | 23 | +1   |
| 6    | LDU Quito                            | 21  | 22 | 7  | 7  | 8  | 32 | 27 | +5   |
| 7    | Sociedad Deportiva Aucas             | 21  | 22 | 8  | 7  | 7  | 22 | 31 | -9   |
| 8    | Club Deportivo Filanbanco            | 19  | 22 | 7  | 5  | 10 | 31 | 33 | -2   |
| 9    | Deportivo Cuenca                     | 19  | 22 | 6  | 7  | 9  | 24 | 31 | -7   |
| 10   | LDU Portoviejo                       | 18  | 22 | 6  | 6  | 10 | 19 | 31 | -12  |
| 11   | Club Deportivo Técnico Universitario | 17  | 22 | 5  | 7  | 10 | 20 | 29 | -9   |
| 12   | Audaz Octubrino                      | 14  | 22 | 3  | 8  | 11 | 25 | 36 | -11  |

|  | Qualification pour la Liguilla         |
|  | Participation à la poule de relégation |
|  | Relégation en Série B                  |
|  | T : Tenant du titre                    |

### Deuxième phase
Audaz Octubrino est relégué en Série B et remplacé par le Club Deportivo Delfín, champion de deuxième division.

#### Groupe A
| Rang | Équipe                         | Pts | J  | G | N | P | Bp | Bc | Diff |
| ---- | ------------------------------ | --- | -- | - | - | - | -- | -- | ---- |
| 1    | Club Social y Deportivo Macara | 11  | 10 | 4 | 3 | 3 | 19 | 13 | +6   |
| 2    | Sociedad Deportiva Aucas       | 11  | 10 | 4 | 3 | 3 | 17 | 15 | +2   |
| 3    | Club Deportivo Delfín P        | 11  | 10 | 5 | 1 | 4 | 12 | 14 | -2   |
| 4    | Club Deportivo El Nacional     | 10  | 10 | 3 | 4 | 3 | 12 | 9  | +3   |
| 5    | Club Sport Emelec T            | 9   | 10 | 4 | 1 | 5 | 11 | 15 | -4   |
| 6    | Deportivo Cuenca               | 8   | 10 | 4 | 0 | 6 | 11 | 17 | -6   |

|  | Qualification pour la Liguilla           |
|  | Participation à la poule de relégation   |
|  | T : Tenant du titre P : Promu de Série B |

#### Groupe B
| Rang | Équipe                               | Pts | J  | G | N | P | Bp | Bc | Diff |
| ---- | ------------------------------------ | --- | -- | - | - | - | -- | -- | ---- |
| 1    | Club Deportivo Filanbanco            | 13  | 10 | 6 | 1 | 3 | 21 | 14 | +7   |
| 2    | LDU Quito                            | 12  | 10 | 4 | 4 | 2 | 10 | 8  | +2   |
| 3    | Deportivo Quito                      | 11  | 10 | 4 | 3 | 3 | 20 | 8  | +12  |
| 4    | Barcelona Sporting Club              | 10  | 10 | 3 | 4 | 3 | 9  | 11 | -2   |
| 5    | Club Deportivo Técnico Universitario | 8   | 10 | 1 | 6 | 3 | 8  | 14 | -6   |
| 6    | LDU Portoviejo                       | 6   | 10 | 1 | 4 | 5 | 8  | 21 | -13  |

|  | Qualification pour la Liguilla         |
|  | Participation à la poule de relégation |

### Troisième phase

#### Poule de relégation
Les 10e et 11e à l'issue de la première phase reçoivent un malus d'un demi-point, LDU Portoviejo reçoit un autre malus d'un demi-point car il a obtenu le plus faible total de points de l'ensemble de la seconde phase.
| Rang | Équipe                                    | Pts | J | G | N | P | Bp | Bc | Diff |
| ---- | ----------------------------------------- | --- | - | - | - | - | -- | -- | ---- |
| 1    | Sociedad Deportiva Aucas                  | 9   | 6 | 4 | 1 | 1 | 12 | 6  | +6   |
| 2    | Club Deportivo Técnico Universitario -0,5 | 5,5 | 6 | 2 | 2 | 2 | 9  | 8  | +1   |
| 3    | Deportivo Cuenca                          | 4   | 6 | 2 | 0 | 4 | 7  | 7  | 0    |
| 4    | LDU Portoviejo -1                         | 4   | 6 | 2 | 1 | 3 | 5  | 12 | -7   |

|  | Relégation directe en Série B |

#### Liguilla
Les deux premiers à l'issue de la première phase reçoivent un bonus d'un point, les 3e et 4e un bonus d'un demi-point. Les leaders des poules de la deuxième phase reçoivent quant à eux un bonus d'un demi-point.
| Rang | Équipe                              | Pts  | J  | G | N | P | Bp | Bc | Diff |
| ---- | ----------------------------------- | ---- | -- | - | - | - | -- | -- | ---- |
| 1    | Barcelona Sporting Club +1          | 14   | 10 | 5 | 3 | 2 | 15 | 9  | +6   |
| 2    | Club Sport Emelec 'T' +0,5          | 13,5 | 10 | 6 | 1 | 3 | 17 | 15 | +2   |
| 3    | Deportivo Quito +0,5                | 12,5 | 10 | 5 | 2 | 3 | 12 | 10 | +2   |
| 4    | Club Deportivo El Nacional +1       | 10   | 10 | 3 | 3 | 4 | 17 | 18 | -1   |
| 5    | Club Social y Deportivo Macara +0,5 | 7,5  | 10 | 2 | 3 | 5 | 10 | 18 | -8   |
| 6    | Club Deportivo Filanbanco +0,5      | 6,5  | 10 | 1 | 4 | 5 | 12 | 18 | -6   |

|  | Qualification pour la Copa Libertadores 1990 |

## Bilan de la saison
| Championnat d'Équateur de football 1989 |                                     |
| Champion                                | Barcelona Sporting Club (10e titre) |
| Qualifications continentales            |                                     |
| Copa Libertadores 1990                  | Barcelona Sporting Club             |
| Copa Libertadores 1990                  | Club Sport Emelec                   |
| Promotions et relégations               |                                     |
| Promus en Série A                       | Juventus Esmeraldas                 |
| Relégués en Série B                     | LDU Portoviejo                      |